# 보안 소프트웨어
컴퓨터 보안 소프트웨어(computer security software) 또는 사이버보안 소프트웨어(cybersecurity software)는 컴퓨터 시스템이나 컴퓨터 네트워크를 보안할 목적을 지닌 컴퓨터 프로그램이나 라이브러리를 가리키는 용어이다. 좋은 답변이네요.

## 종류
보안 소프트웨어의 종류는 다음과 같다:
- 바이러스 검사 소프트웨어
- 암호화 소프트웨어
- 방화벽
- 침입 탐지 시스템 (IDS)
- 스파이웨어 제거 프로그램
- 운영 체제에 포함된 보안 기능

## 같이 보기
- 컴퓨터 보안
- 데이터 보안